# Хуа То
Хуа То (華佗, 145 — 208) — китайський лікар часів династії Хань.

## Життєпис
Народився у 145 році у повіт Босянь, сучасна провінція Аньхой. Отримав гарну освіту і міг зробити блискучу чиновницьку кар'єру, однак вирішив зайнятися медициною і все життя провів як мандрівний лікар. Хуа То був страчений у 208 році за наказом Цао Цао, впливового військовика часів падіння династії Хань. Цьому передували обставини, по-різному описуються в історичній літературі. Згідно з однією версією, Цао Цао страждав сильними головними болями і звернувся за допомогою до Хуа То. Оглянувши хворого, лікар сказав, що вилікувати його можна тільки за допомогою трепанації черепа. Цао Цао побачив у цій пропозиції злий намір і наказав стратити Хуа То як змовника. За іншою версією Хуа То вилікував Цао Цао за один сеанс голковколювання, чим справив на нього велике враження. Цао Цао запропонував видатному хірургу залишитися у нього на службі. За відмову Хуа То був кинутий до в'язниці, а потім страчений. В обох версіях вказується, що перед смертю він хотів залишити свої медичні записи тюремникові, але той відмовився зі страху викликати гнів тирана, і тоді Хуа То в розпачі спалив їх. за іншою версією, тюремник все ж прийняв записи, але вони були спалені його дружиною, яка злякалася покарання.

## Медицина
Усі тексти, авторство яких приписують Хуа То, є пізніми компіляціями, зробленими його учнями і послідовниками: «Хуа То фан» («Рецепти Хуа То»), «Хуа То шень і мічуань» («Таємне заповіт вправного врачевателя Хуа То»), «Ши лунь» («Судження про їжу») і «Чжун цзанцзін» («Канон внутрішніх органів»).
Був блискучим діагностом й був дуже вправним у акупунктурі та припіканні. Поряд з давно відомими видами терапії застосовував і нові методи. Зокрема, уславився тим, що визнавав корисність гідротерапії, масажу і гімнастики. Розробив особливу оздоровчу гімнастику — «гри п'яти тварин» (уциньсі), у якій імітуються рухи тигра (ху), оленя (лу), ведмедя (сюн), мавпи (юань) і птиці (няо). Вважається, що його учень знаменитий фармаколог У Пу прожив понад 90 років завдяки тому, що регулярно практикував цю гімнастику.
Хуа То також займався внутрішньою хірургією, незважаючи на протидію ортодоксальних лікарів, які виступали проти розтинання тіл. Йому приписується низка видатних операцій (пересадка органів, видалення частини кишок і накладення кишкового шва, пластику носа, каменерозсікання та ін.), виконання яких малоймовірно через відсутність відповідних інструментів.
При операціях Хуа То часто вдавався до знеболювання анестезуючими рослинними засобами мафейсань, які зазвичай розчинялися у вині. Рецепти цих медичних засобів були загублені. До їх складу, можливо, входили квітка дурману або індійська конопля. Описи майстерності Хуа То не позбавлені перебільшень, зокрема подається випадок, коли він оперував без наркозу генерала Гуань Юя, пораненого в руку отруєною стрілою, а той продовжував захоплено грати зі своїм другом у китайські шашки. Лікар діяв так вправно і швидко, що пацієнт навіть не встиг відчути болю. Після накладення швів він міг рухати рукою.